# Orde van Mapungubwe
De Orde van Mapungubwe (Engels: Order of Mapungubwe) werd in 2002 door de regering van Zuid-Afrika ingesteld. De orde verving de oudere Orde van de Goeie Hoop, de Orde van de Ster van het Zuiden en de Orde van Verdienste. Deze orde wordt verleend voor Internationale prestaties in het belang van Zuid-Afrika zoals in de diplomatie. 
De orde is vernoemd naar het Mapungubwe koninkrijk dat 1000 jaar geleden in het noorden van Zuid-Afrika bestond. Dit koninkrijk had een hoogontwikkeld staatssysteem en dreef handel met landen zo ver als China op het gebied van landbouw, mijnbouw en metallurgie. Gedurende zijn tijd stond het koninkrijk bekend als hoogstaand op het gebied van ontwikkeling en filosofie.
In de statuten van deze ridderorde worden begrippen als "Ridder" en "Grootkruis" vermeden omdat ze te Europees aandoen. 
De orde heeft ook niet de gebruikelijke indeling in vijf graden zoals die in het internationale diplomatieke verkeer gebruikelijk zijn.
- Platina: de dragers dragen naar Brits voorbeeld de letters OMP achter hun naam. De graad werd tot op heden alleen aan Nelson Mandela toegekend voor exceptionele verdienste. Sinds 2004 beloont deze graad "exceptionele en unieke" verdienste.
- Goud: de dragers dragen naar Brits voorbeeld de letters OMG achter hun naam. De graad werd tot 2004 toegekend voor excellente verdienste. Sinds 2004 beloont deze graad "exceptionele en uitzonderlijke" verdienste.
- Zilver: de dragers dragen naar Brits voorbeeld de letters OMS achter hun naam. Toegekend voor excellente prestaties. Deze graad bestaat niet meer.
- Brons: de dragers dragen naar Brits voorbeeld de letters OMB achter hun naam. Toegekend voor uitzonderlijke prestaties.

Het versiersel of kleinood van de orde is opgebouwd uit de volgende 7 onderdelen:
- een ovale schijf met daarin de Mapungubwe-heuvel afgebeeld.
- 4 punten om het ovaal symboliseren de vier hoeken van de wereld.
- Boven de heuvel prijkt een opgaande zon.
- Voor de heuvel staat de Mapungubwe-neushoorn; een door archeologen in de ruïnes van Mapungubwe gevonden verguld beeldje van een rhinoceros.
- Onder de ovale schijf bevindt zich een ornamentaal gietvat waaruit gesmolten goud loopt.
- De Mapungubwe-scepter; een tweede artefact dat in de ruïnes gevonden werd, flankeert het gietvat aan weerszijden.
- Aan de onderzijde loopt het gesmolten goud over een smeltoven, waarvan het vuur het zuiverende en leven-onderhoudende karakter symboliseert.

De onderscheiding wordt aan een lint om de hals gedragen. 
Het knoopsgatversiersel bestaat uit alleen de ovale schijf, zonder gietvat, scepter, goud en oven.
Op de website van de Zuid-Afrikaanse president wordt Mapungubwe genoemd als voorbeeld van ontwikkeling. 